# Antigua Galería de Armenia
Las Galerías Centrales de Armenia, mejor conocidas como Plaza Central de Mercado o simplemente La Galería, fueron un edificio que funcionó como el principal centro de aprovisionamiento de víveres de la ciudad de Armenia, Quindío. Fueron levantadas por el constructor italiano Antonio Bernardi en estilo Art déco.
En octubre de 1995, el edificio fue declarado Monumento Nacional por el Ministerio de Educación, junto con otros 16 inmuebles representativos del patrimonio arquitectónico moderno en Colombia. Luego de daños estructurales causados por el terremoto de 1999, el edificio tuvo que ser demolido.
Actualmente en este lugar se encuentra el Centro Administrativo Municipal-CAM y la Plaza de la Quindianidad.

## Historia
Tras el incendio de la Plaza Cervantes en 1935, y gracias a la indemnización pagada por la Compañía Colombiana de Seguros, la Alcaldía Municipal de Armenia abrió un concurso público para construir la nueva Plaza Central de Mercado, esta vez techada. Para ello, destinó un lote de cuatro manzanas, con un área total de 28 mil metros cuadrados, ubicado entre las carreras 16 y 18 y las calles 15 y 16. La firma ABC resultó ganadora del concurso, y la construcción del nuevo edificio —concebido con un estilo Art déco— fue adjudicada al arquitecto italiano Antonio Bernardi, al ingeniero Lino Jaramillo y al escultor Roberto Henao Buriticá, estos dos últimos oriundos de Armenia. El proyecto fue concebido como un centro de comercio y abastecimiento de víveres para la ciudad.

## Características
Conformada por cuatro manzanas, las Galerías Centrales de Armenia contaban con calles interiores diseñadas específicamente para facilitar el aprovisionamiento, así como para los servicios de aseo y mantenimiento. Sus pabellones estaban organizados por tipo de producto: el de carnes; el de frutas y verduras; el de granos y el de cacharros y dotaciones. La torre de administración, concebida como punto estratégico de vigilancia, se convirtió en su momento en la estructura más alta de Armenia, visible desde cualquier punto de la ciudad.
La plaza no solo fue un centro de abastecimiento, sino también el principal punto de encuentro y convivencia entre campesinos, comerciantes, desempleados y cafeteros. Hasta allí llegaban los transportadores del campo, las flotas intermunicipales y los tradicionales Jeeps Willys. Durante la época dorada de la Vuelta a Colombia, la galería fue incluso meta de llegada para los ciclistas. Uno de los grandes que alcanzó la gloria en este lugar fue Martín Emilio ‘Cochise’ Rodríguez.
La edificación fue considerada patrimonio arquitectónico de Armenia. Sin embargo, tras el terremoto, la administración municipal decidió su demolición, una decisión que generó gran controversia entre la ciudadanía debido a la pérdida de un símbolo patrimonial y urbano profundamente arraigado en la memoria colectiva de la ciudad.